# Fiona Hogan
Fiona Hogan is een Amerikaanse actrice, die vooral bekendheid verwierf door haar rol als de hoogintelligente computer V.I.K.I. in I, Robot uit 2004. Ze speelde daarnaast in verschillende televisieseries waaronder Stargate Atlantis (2004 tot 2009).